# جون لي (سياسي بريطاني)
جون لي (بالإنجليزية: John Lee)‏ هو سياسي بريطاني، ولد في 13 أغسطس 1927. حزبياً، نشط في حزب العمال. وقد في الانتخابات العامة في المملكة المتحدة 1966 ‏، انتخب عضو البرلمان الرابع والأربعون للمملكة المتحدة عن دائرة ريدينغ ‏ (31 مارس 1966 – 29 مايو 1970) وفي الانتخابات العامة في المملكة المتحدة فبراير 1974 ‏، انتخب عضو البرلمان السادس والأربعون للمملكة المتحدة عن دائرة برمينغهام هاندزوورث ‏ خلال فترته النيابية ‏ (28 فبراير 1974 – 20 سبتمبر 1974) وفي الانتخابات العامة في المملكة المتحدة أكتوبر 1974 ‏، انتخب عضو البرلمان السابع والأربعون للمملكة المتحدة عن دائرة برمينغهام هاندزوورث ‏ خلال فترته النيابية ‏ (10 أكتوبر 1974 – 7 أبريل 1979).